# Коголето
Коголето (итал. Cogoleto) — коммуна в Италии, располагается в регионе Лигурия, в провинции Генуя. 
Население составляет 9182 человека (2008 г.), плотность населения составляет 450 чел./км². Занимает площадь 20 км². Почтовый индекс — 16016. Телефонный код — 010.
Покровителем коммуны почитается святой Лаврентий, празднование 10 августа.

## Демография
Динамика населения:

## Города-побратимы
- Обер-Рамштадт, Германия (1960)
- Санта-Колома-де-Граменет, Испания (1997)
- Олимпия, Греция (2005)
- Сент-Андре-ле-Верже, Франция (2005)

## Администрация коммуны
- Официальный сайт: http://www.comune.cogoleto.ge.it/